# Sheldon (nome)
Sheldon  è un nome proprio di persona inglese maschile.

## Varianti
- Ipocoristici: Shel[1]

## Origine e diffusione
Analogamente a vari altri nomi inglesi, si tratta di una ripresa dell'omonimo cognome; questo deriva da un toponimo diffuso in Inghilterra, che riunisce in sé diversi nomi inglesi antichi dall'etimologia leggermente differente: 
- Scheldon (attestato nel 1189 per Sheldon presso Birmingham): scelf o scylf(e) ("ripiano", "terrazzo", "cengia") combinato con dūn ("collina")[2][3]
- Scelhadun (attestato nel 1086 per Sheldon nel Derbyshire): sempre scelf combinato con hæð, hǣth ("brugo") e con dūn ("collina"), quindi "collina coperta di brugo con una scarpata"[3]
- Sildene (attestato nel 1086 per Sheldon nel Devon): sempre scelf combinato con denu ("valle"), con il senso di "valle terrazzata"[3], "valle dalle pareti scoscese"[1]

Il primo elemento, scelf, si trova anche in Shelley, mentre dene è presente in Ogden ed Hayden.

## Onomastico
Il nome non è portato da alcun santo, quindi è adespota, e se ne festeggia l'onomastico il 1º novembre, in occasione di Ognissanti.

## Persone

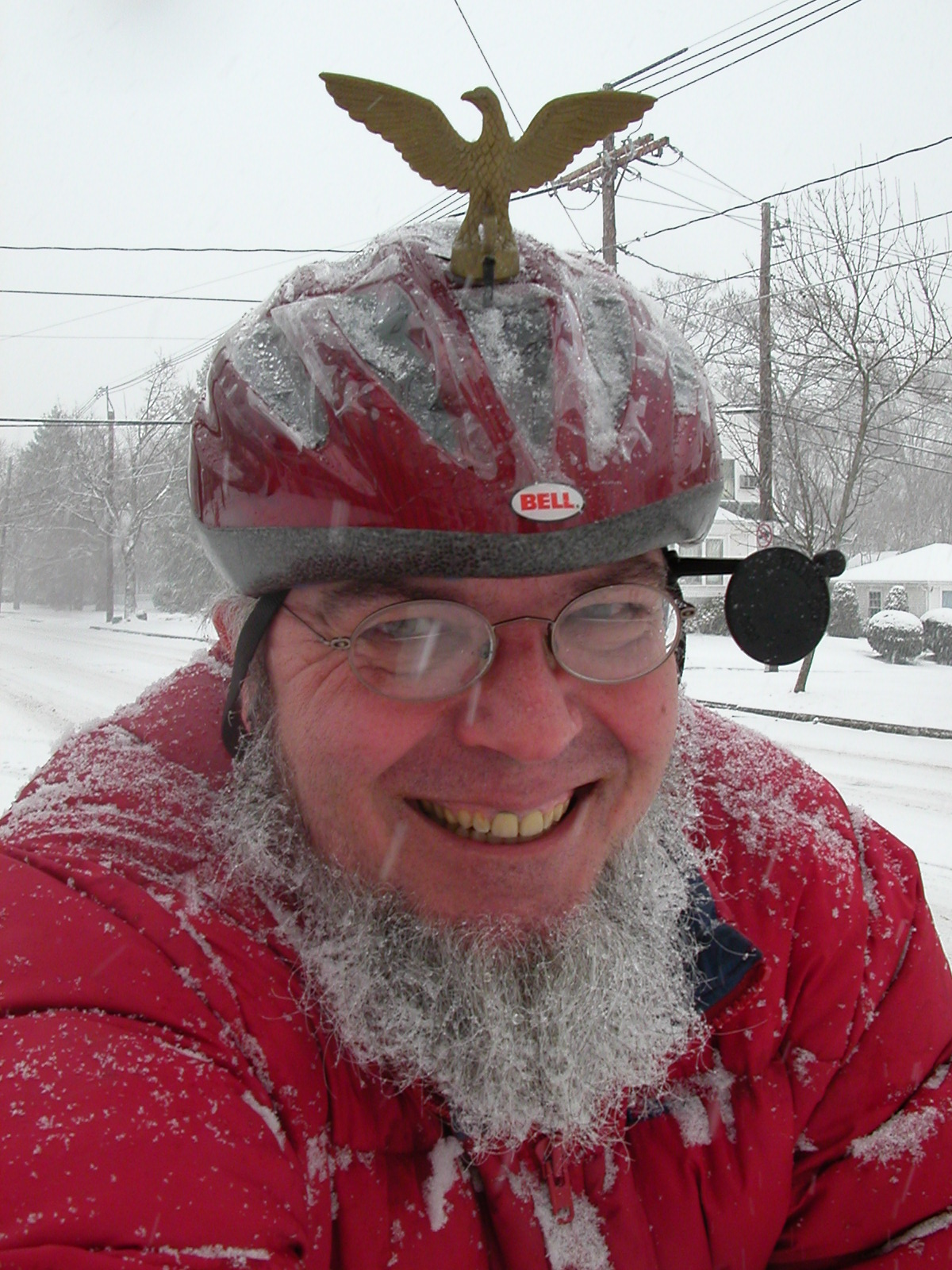
Sheldon Brown

- Sheldon Adelson, imprenditore statunitense
- Sheldon Brown, ciclista e informatico statunitense
- Sheldon Lee Glashow, fisico statunitense
- Sheldon Gregg, bassista giamaicano
- Sheldon Harnick, poeta e scrittore statunitense
- Sheldon Lettich, sceneggiatore e regista statunitense
- Sheldon Lewis, attore statunitense
- Sheldon Moldoff, fumettista e animatore statunitense

## Il nome nelle arti
- Sheldon Cooper è uno dei protagonisti delle serie televisive The Big Bang Theory e Young Sheldon.
- Sheldon Dinkleberg è un personaggio della serie animata Due fantagenitori.
- Sheldon J. Plankton è un personaggio della serie animata SpongeBob.
- Sheldon Wallace è un personaggio della serie televisiva Private Practice.